# 棱子芹
棱子芹（学名：Pleurospermum uralense），又名烏拉爾棱子芹，为伞形科棱子芹属的植物。分布于中国大陆的吉林、山西、河北、内蒙古、辽宁等地，生长于海拔1,700米的地区，见于林缘草甸、石地、溪边、林缘、河谷林下、林中、山坡杂木林中、山谷溪边和针阔混交林中，目前尚未由人工引种栽培。
俄羅斯巴什科爾托斯坦共和國的國旗與國徽中都有棱子芹繖形花序的圖案，象徵巴什基爾人最古老的七個部落。